# Tel Rehov
Tel Rehov est un site archéologique situé en Israël dans la vallée de Beth Shéan, à 5 km de cette ville. On y trouve les restes d'une cité cananéenne occupée à l'âge du bronze et à l'âge du fer. C'est un des plus grands tels d'Israël. Il s'étend sur 100 000 m2
La cité de Rehov est mentionnée dans plusieurs documents égyptiens. Bien que ce soit une ville importante à l'âge du fer, elle n'est pas mentionnée dans le Tanakh.
Des fouilles archéologiques sont menées depuis 1997 sous la conduite d'Amihai Mazar de l'Université hébraïque de Jérusalem. Le site était occupé, semble-t-il, depuis l'époque du bronze ancien. Du XVIe au XIIIe siècle av. J.-C., elle est la capitale d'une cité-état cananéenne. Lors des fouilles de Beth Shéan, on a trouvé une stèle décrivant la révolte de cités de la région de la vallée de Beth Shéan contre le pharaon Séti Ier et qui signale que Rehov ne s'est pas associé à cette révolte.
Des découvertes datant du Xe siècle indiquent que la ville entretenait des liens commerciaux avec la Phénicie. Elle comptait alors environ 2 000 habitants. Des vestiges datant des Xe – IXe siècle av. J.-C. témoignent que l'apiculture y était pratiquée. En septembre 2007, des archéologues retrouvent 30 ruches intactes. Selon les découvertes, les chercheurs estiment que le site pouvait posséder une centaine de ruches. Les ruches en argile non cuite sont cylindriques et mesurent 80 cm pour un diamètre de 40 cm environ. La production de miel était d'une demi tonne par an. Selon Amihai Mazar, c'est la première fois qu'on découvre dans cette région les traces d'un élevage organisé d'abeilles et de production de miel comme ce qui a été trouvé à Tel Rehov. Des époques hellénistiques et romaines, on connaissait des vestiges de poteries qui avaient servi à l'élevage d'abeilles, mais on n'a jamais retrouvé de ruches. Ce qui était produit dans ces ruches servait à différents usages : le miel était un aliment et était aussi utilisé pour la médecine et les pratiques cultuelles. La cire d'abeilles était utilisée comme matériau pour l'écriture après avoir été étalée sur des tablettes en bois.
La datation du rucher a été réalisée par l'analyse du carbone 14 de grains de blé trouvés à proximité des ruches. Les laboratoires de l'université de Groningue aux Pays-Bas les ont datés d'entre le milieu du Xe siècle av. J.-C. jusqu'au début du IXe siècle. Ces dates correspondent aux règnes de Salomon et des premiers rois d'Israël. La ville de Rehov est mentionnée dans un texte du pharaon Sheshonq Ier qui selon le Tanakh régnait à l'époque du roi Salomon.
Les références au miel dans les textes anciens (la terre où coule le lait et le miel dans le Tanakh par exemple) était jusqu'à maintenant mises en relation avec le miel produit à partir des dattes ou de figues. Cette découverte met en évidence la production de miel et de cire d'abeilles. Le mot miel apparaît 55 fois dans le Tanakh, mais seulement à 2 endroits seulement, le texte parle explicitement de miel d'abeilles.
Non loin du tel, on a mis au jour les restes d'une ancienne localité juive datant de l'époque byzantine. Lors de fouilles menées en 1974, on a notamment découvert une ancienne synagogue dans laquelle se trouvait une mosaïque contenant une longue inscription traitant de la halakha.

## Galerie

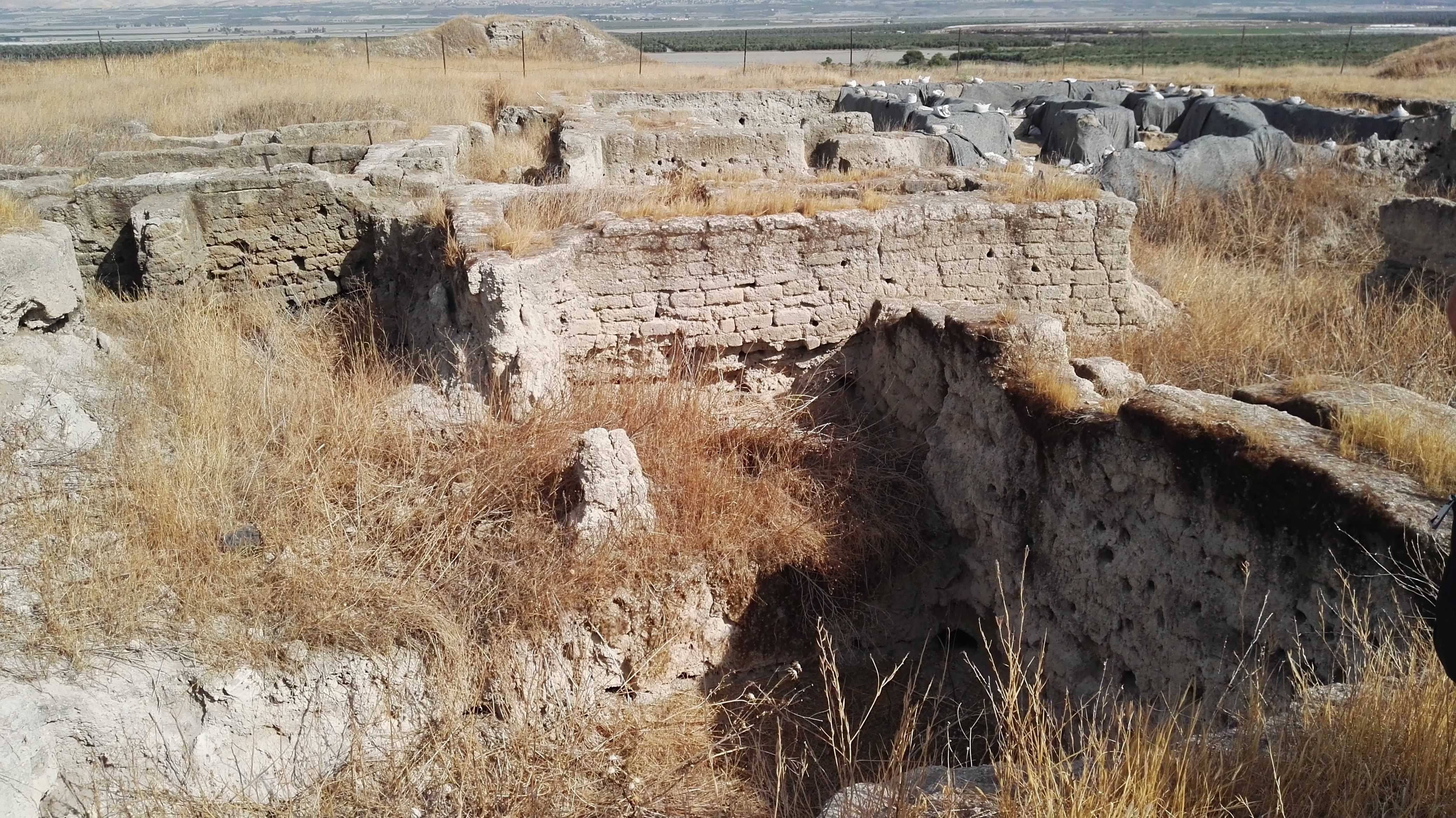
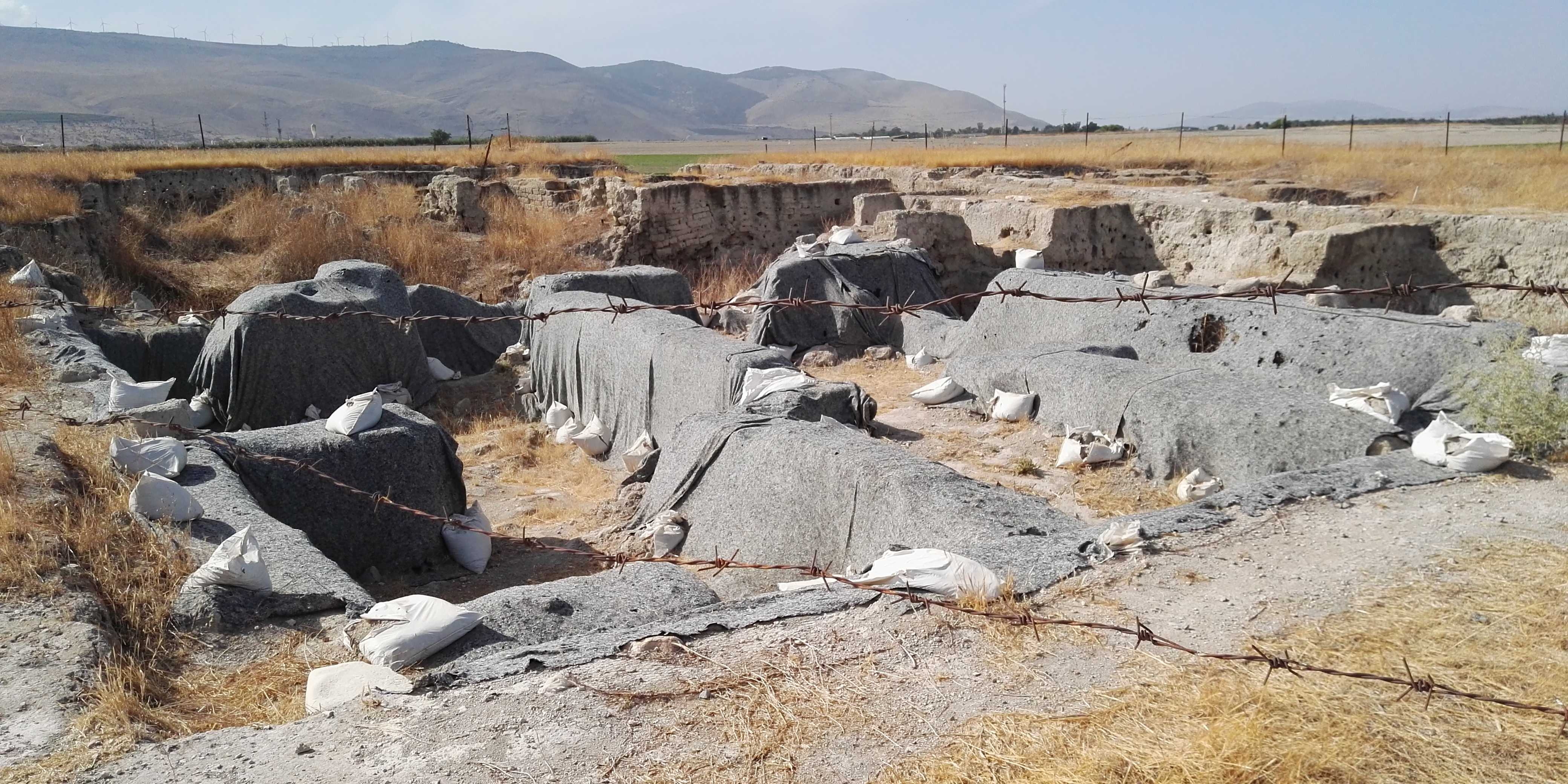
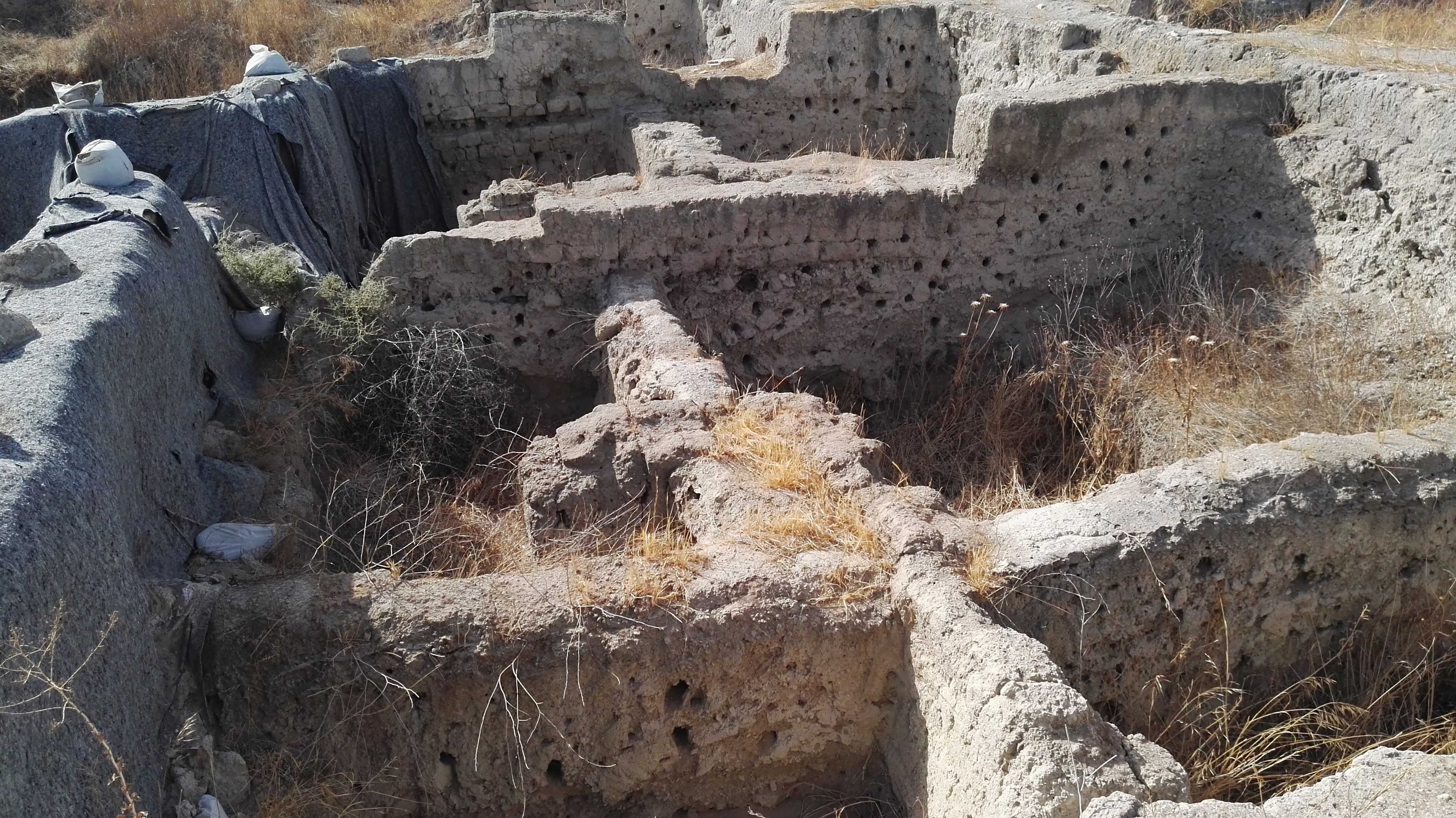
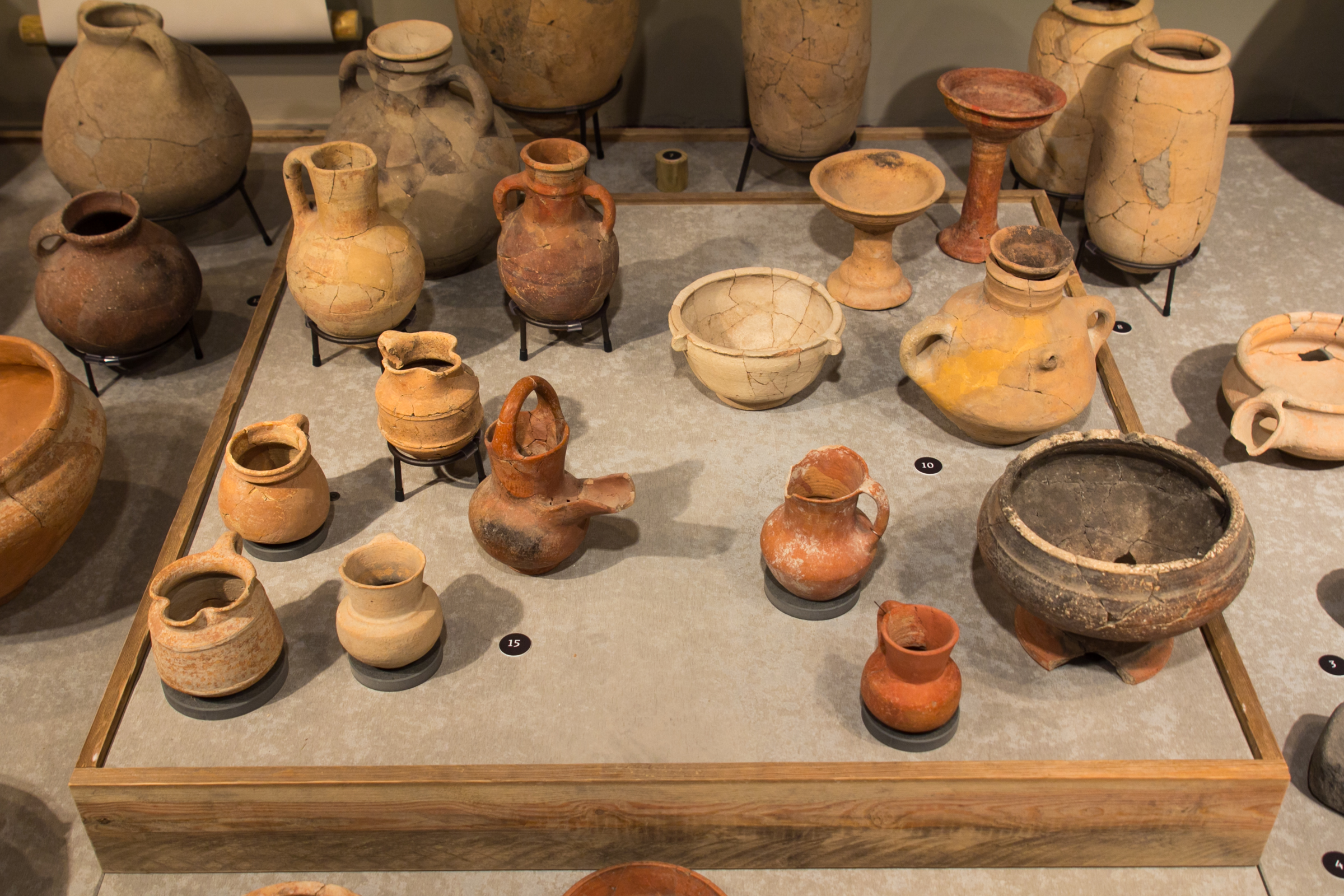
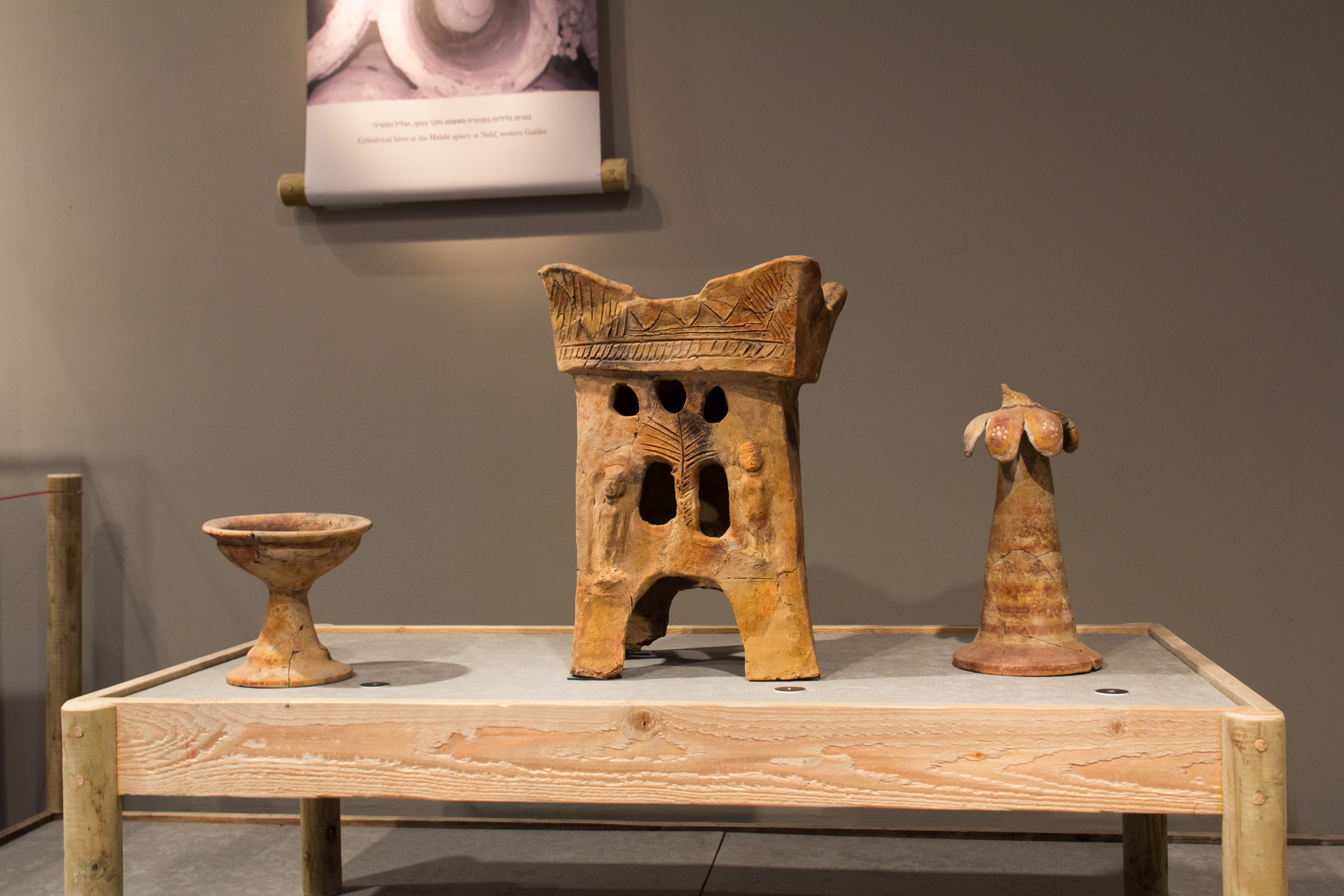
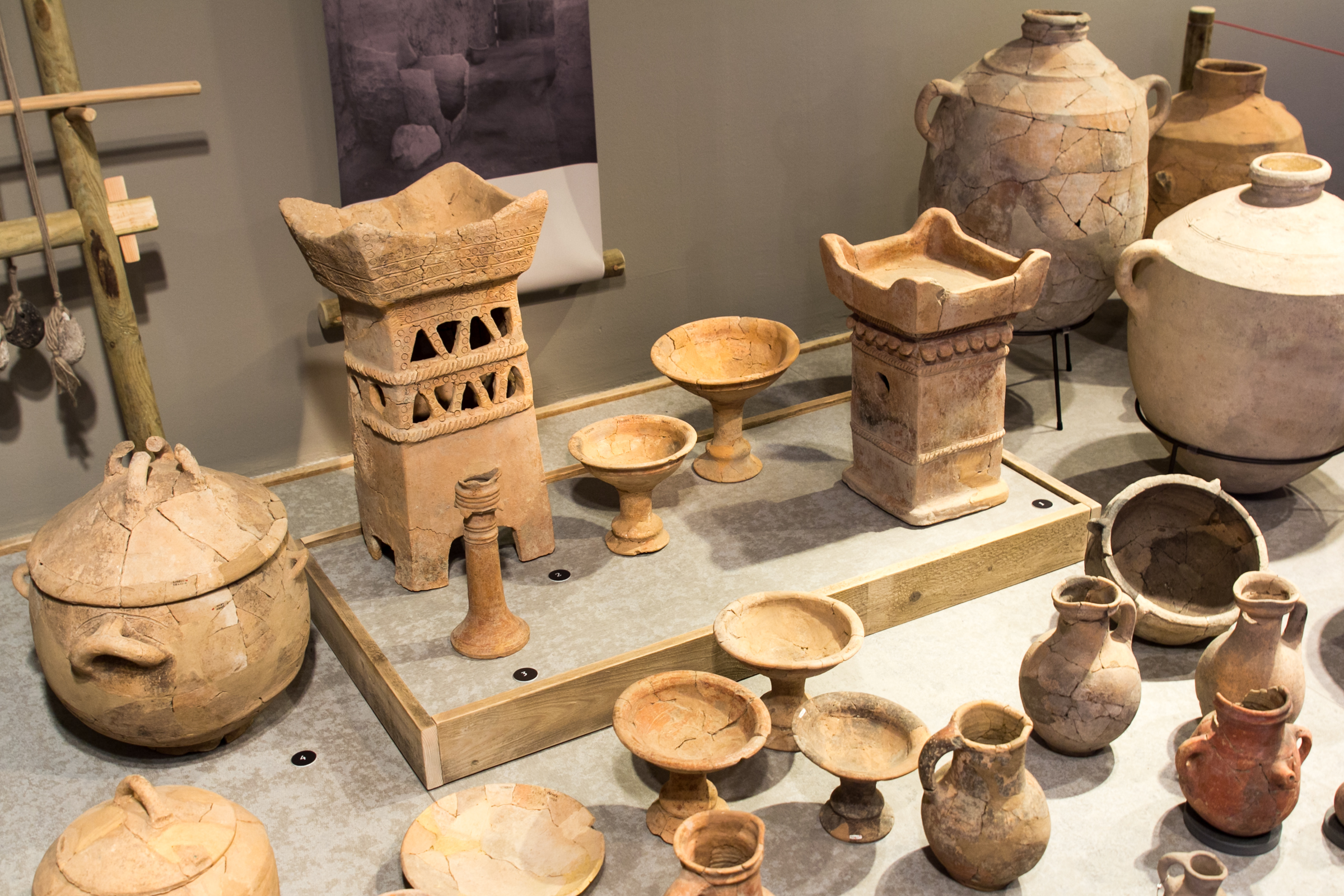
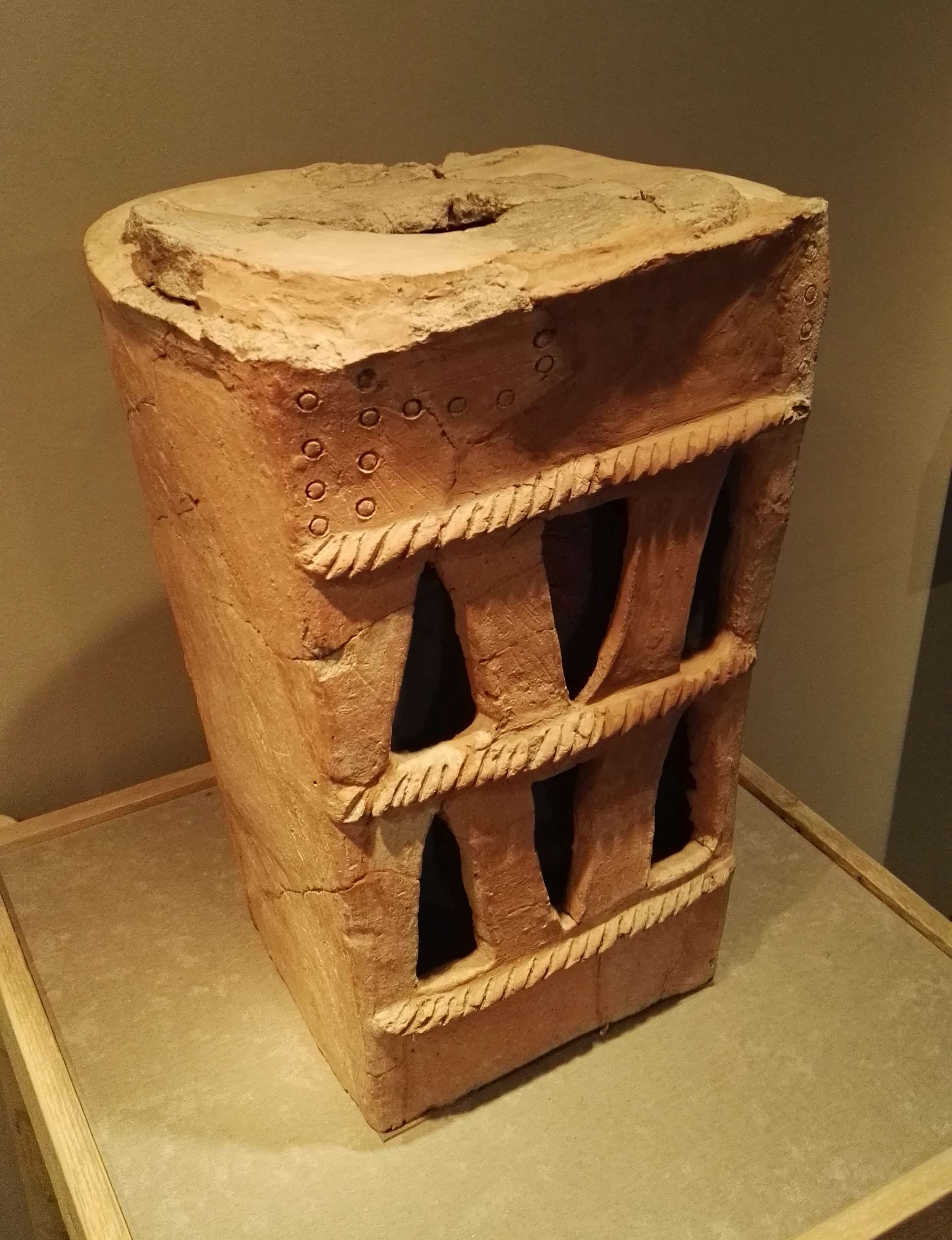

- Fichier:Tel-Rehov-44405.jpg
- Fichier:Tel-Rehov-44237.jpg
- Fichier:Tel-Rehov-44632.jpg
- Fichier:Tel_Rehov_Exhibition_090316_02.jpg
- Fichier:Tel_Rehov_Exhibition_090316_03.jpg
- Fichier:Tel_Rehov_Exhibition_090316_04.jpg
- Fichier:Eretz-Israel-Museum-Tel-Rehov-exhibition-25418.jpg